# Фойник
Фойник (дав.-гр. Φοῖνιξ) — в давньогрецький міфології легендарний пращур фінікійців, син Агенора і Телефасси, брат (за іншою, менш поширеною версією — батько) Кадма, Кіліка та Європи.

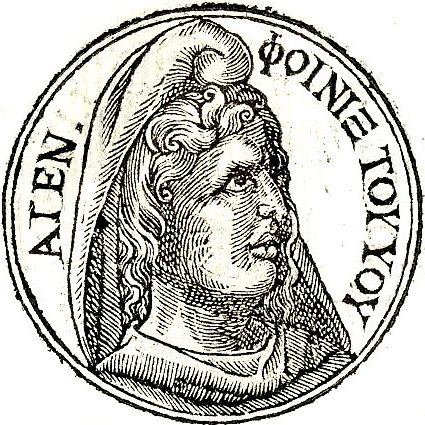

Як і Агенор, ототожнювався із фінікійським Каїном — легендарним пращуром ханаанеїв загалом і фінікійців зокрема.